# North American Poker Tour Saison 2
Résultats et tournois de la saison 2 du North American Poker Tour (NAPT).

## Résultats et tournois

### NAPT 2PokerStars Caribbean Adventure
- Lieu : Atlantis Resort & Casino, Paradise Island,  Bahamas[1]
- Prix d'entrée : 10 300 $[1]
- Date : Du 8 au 13 janvier 2011[1]
- Nombre de joueurs :  1 560
- Prize Pool : 15 132 000 $
- Nombre de places payées :  232

| Place | Nom                | Prix        |
| ----- | ------------------ | ----------- |
| 1er   | Galen Hall         | 2 300 000 $ |
| 2e    | Christopher Oliver | 1 800 000 $ |
| 3e    | Ionel Anton        | 1 350 000 $ |
| 4e    | Samuel Stein       | 1 000 000 $ |
| 5e    | Mike Sowers        | 700 000 $   |
| 6e    | Bolivar Palacios   | 450 000 $   |
| 7e    | Max Weinberg       | 300 000 $   |
| 8e    | Philippe Plouffe   | 202 000 $   |

### NAPT 2 Uncasville
- Lieu : Mohegan Sun, Uncasville, Connecticut,  États-Unis[2]
- Prix d'entrée : 5 000 $[2]
- Date : Du 9 au 13 avril 2011[2]
- Nombre de joueurs :  387
- Prize Pool : 1 736 330 $
- Nombre de places payées :  56

| Place | Nom              | Prix      |
| ----- | ---------------- | --------- |
| 1er   | Vanessa Selbst   | 450 000 $ |
| 2e    | Dan Shak         | 254 000 $ |
| 3e    | Tyler Kenney     | 170 000 $ |
| 4e    | Thomas Hoglund   | 120 000 $ |
| 5e    | Vincent Rubianes | 90 000 $  |
| 6e    | Joe Tehan        | 70 000 $  |
| 7e    | Aaron Overton    | 50 000 $  |
| 8e    | Steve O'Dwyer    | 32 330 $  |

## Interruption
Le 15 avril 2011, l'accès au site PokerStars.com fut fermé après une action menée par le Department of Justice américain pour fraude bancaire, organisation illégale de jeux d'argent et blanchiment d'argent,. Par conséquent, la société cessa de permettre aux joueurs résidant aux États-Unis de jouer en argent réel.